# Jud Tylor
Jud Tylor ou Judy Tylor est une actrice canadienne née le 24 mars 1979 à Vancouver (Canada). Elle a joué dans divers rôles récurrents dans des séries télévisées dont That '70s Show et Edgemont.

## Filmographie

### Cinéma
- 2000 : A Good Burn
- 2000 : My 5 Wives : Stephanie
- 2001 : Suddenly Naked : Crystal
- 2003 : The Hot Karl II (vidéo) : Red
- 2004 : Home of Phobia : Serena
- 2007 : What Love Is : Amy
- 2007 : 75 secondes pour survivre (7eventy 5ive) : Karina
- 2007 : La Guerre selon Charlie Wilson (Charlie Wilson's War) : Crystal Lee
- 2013 : Le procès du père Noël : Sarah

### Télévision

#### Séries télévisées
- 1999 : Viper (saison 4, épisode 16) : secretaire
- 2000 : The Fearing Mind (saison 1, épisode 8) : Stacey Hancock
- 2001 : Sept jours pour agir (saison 3, épisodes 15, 18 & 20) : Judy
- 2001 : Au-delà du réel : L'aventure continue (saison 7, épisode 12) : Violet
- 2001 : Andromeda (saison 2, épisode 9) : Satrina Leander
- 2001 : Edgemont : Brenda
- 2002 : Saucisses party (saison 1, épisode 4) : Amy
- 2002 : Smallville (saison 1, épisode 14) : Amanda Rothman
- 2003 : Close to Home : Juste Cause (saison 1, épisode 14) : Katie Dohrmann
- 2003 : Dawson (saison 6, épisode 15) : Sure Thing
- 2003 : Black Sash (saison 1, épisode 2) : Kim
- 2003 : Division d'élite (saison 3, épisode 16) : Angie
- 2005 : Les Experts : Miami (saison 3, épisode 15) : Eve Martinkis
- 2005 : Le Messager des ténèbres (saison 2, épisode 10) : Angie
- 2006 : What About Brian (saison 1, épisodes 1, 2 & 3) : Lisa
- 2006 : That '70s Show (8 épisodes) : Samantha Hyde
- 2006 : Ghost Whisperer (saison 2, épisode 9) : Sandy
- 2007 : Mon oncle Charlie (saison 5, épisode 3) : Deedeee
- 2008 : Raising the Bar (saison 1, épisodes 7 & 8) : Lisa Landis
- 2009 : Les Oubliés (saison 1, épisode 6) : Layla Demchak
- 2009 : Mad Men (saison 3, épisode 3) : Honey Stolich
- 2010 : Chase (saison 1, épisode 5) : Emma Rothschild
- 2011 : Franklin & Bash (saison 1, épisode 7) : Amber North
- 2012 : Good God (9 épisodes) : Tory
- 2012 : Level Up (saison 1, épisode 16) : Ms. Lindenlooper
- 2013 : Perception (saison 2, épisode 6) : Tess Williams
- 2013 : The Exes (saison 3, épisode 10) : Lauren
- 2014 : Mentalist (saison 6, épisode 17) : Mae Feinberg
- 2014 : Supernatural (saison 10, épisodes 1 & 3) : l ange Adina
- 2014 : NCIS: Los Angeles (saison 5, épisode 24) : Sarah Hill

#### Téléfilms
- 1999 : Y2K : Jane Bowman
- 2000 : Ice Angel : Danielle
- 2003 : Vivre à trois: Derrière la caméra (Behind the Camera: The Unauthorized Story of 'Three's Company') : Suzanne Somers
- 2003 : Titletown
- 2007 : Dash 4 Cash : Dottie
- 2011 : Coupable innocence (Carnal Innocence) : Josie Longstreet
- 2020 : Le secret de mes 16 ans (The Party Planner) de Jake Helgren : Marlow Meadows